# Cratere Langtang
Langtang  è un cratere sulla superficie di Marte.